# Шваммбергер, Йозеф
Йозеф Франц Лео Шваммбергер (нем. Josef Franz Leo Schwammberger; 14 февраля 1912, Бриксен, Австро-Венгрия — 3 декабря 2004, Гогенасперг, Германия) — обершарфюрер СС, начальник концлагеря в Мелеце и комендант гетто в Пшемысле.

## Биография
Йозеф Шваммбергер родился 14 февраля 1912 года в семье почтового служащего Флориана Шваммбергера. В Инсбруке посещал пять лет народную школу и три года городскую. После окончания школы проходил обучение на специалиста розничной торговли и три года работал в фармацевтической отрасли. Закончив обучение, примерно год работал по специальности до того как в декабре 1931 года стал безработным в результате мирового экономического кризиса.
18 апреля 1933 года был зачислен в ряды общих СС (№ 135641) и 1 мая 1933 года в НСДАП (билет № 1604495). 13 июня 1933 года обе организации были запрещены в Австрии и 25 июля 1933 года Шваммбергер бежал в Германию. В лагере Лехфельд под Аугсбургом прошёл военную подготовку.  В октябре 1935 года был откомандирован в имперское трудовое управление в Берлине. В декабре 1935 года получил немецкое гражданство. В феврале 1936 года был трудоустроен на завод Henkel в Варнемюнде, где сначала работал охранником, а затем в отделе кадров. В 1939 году по приглашению гауляйтера Тироля Шваммбергер вернулся в родной город. Там он работал в отделении германского трудового фронта, организации нацистской партии, в качестве клерка.
18 ноября 1939 года был призван в 8-й пехотный полк войск СС в Кракове. После недолгой военной подготовки и присвоения звания унтершарфюрера СС Швамбергер был признан негодным для службы в армии и отправлен в запасной батальон в Бреслау. В октябре 1941 года был призван в ведомство руководителя СС и полиции в Кракове, где изначально работал в органах административного управления, а позже в полиции. С конца августа 1942 и до конца января 1943 года был комендантом трудового лагеря в Розвадове, затем начальником трудового лагеря «ремонтных мастерских СС (гетто А)» в Пшемысле. В его подчинении находились украинские коллаборационисты, которые были причастны к военным преступлениям. После окончательного расформирования этого гетто в феврале 1944 года некоторые время руководил трудовым лагерем в Мелеце до его уничтожения. Весной 1944 года был переведён в отдел службы личного состава в Кракове, где оставался до приближения советских войск.
Окончание войны Шваммбергер встретил в Гамбурге. Там он получил фальшивые документы служащего вермахта Йозефа Хакля от органов СС. С помощью этих документов перебрался в Инсбрук, где нашел убежище у старых знакомых. 20 июля 1945 года был арестован государственной полицией Тироля, против него было возбуждено предварительное расследование. В ходе расследования Шваммбергер признался, что был членом войск СС в Кракове и служил в Пшемысле во время войны. После ареста содержался в лагере для военнопленных Орадур и крепости Куфштайн. Оттуда ему с посторонней помощью удалось бежать в ночь со 2 на 3 января 1948 года. В течение трёх недель находился в Бриксене. 19 марта 1948 года ему удалось на французском корабле «Либерти» отплыть из Генуи в Буэнос-Айрес. Для эмиграции в Аргентину Шваммбергер использовал паспорт немецкого Красного креста, который он получил в Риме. В 1965 году при помощи того же паспорта получил аргентинское гражданство. В Буэнос-Айресе работал сначала в больнице, затем ночным портье в отеле Барилоче. В дальнейшем Шваммбергер занимался различной деятельностью: разводил пчёл и кур, был квалифицированным рабочим в фирме Siemens неподалёку от Буэнос-Айреса, управлял форелевым хозяйством. В 1978 году вышел на пенсию.
После того как стало известно, что Шваммбергер находится в Аргентине окружной суд Штутгарта выписал международный ордер на его задержание. Этот ордер послужил основанием для экстрадиции, и 1 декабря 1972 года был отправлен запрос в немецкое посольство в Буэнос-Айресе. 27 марта 1973 года запрос был удовлетворён аргентинским государством. 9 апреля 1973 года правительство Аргентины решило экстрадировать его. Шваммбергеру, которому своевременно сообщили об этом, удалось уклониться от ареста. 13 ноября 1987 года он был арестован. 28 ноября 1988 года аргентинский суд вынес решение о его депортации, на что Шваммбергер подал апелляцию в Верховный суд Аргентины, который отклонил ее 20 марта 1990 года. 28 сентября 1989 года в ходе параллельного разбирательства его также лишили аргентинского гражданства. 20 марта 1990 года это решение было утверждено. 2 мая 1990 года Шваммбергер на самолете был доставлен в Германию и помещён в следственный изолятор. 
На судебном разбирательстве, длившимся с 26 июня 1991 по 18 мая 1992 года в земельном суде Штутгарта, Шваммбергер всегда отрицал свои преступления, в которых он обвинялся. Он признал только, что возглавлял гетто A в лагере Пшемысля. 18 мая 1992 года земельным судом Штутгарта был приговорён к пожизненному лишению свободы за убийство в семи случаях и пособничество в убийстве 650 человек. 1 июля 1993 года Верховный федеральный суд Германии утвердил приговор, и апелляция Шваммбергера была отклонена. Наказание отбывал в тюрьме Мангейма.
В августе 2002 года земельный суд Мангейма отклонил досрочное освобождение Шваммбергера из-за особой тяжести вины. Согласно приговору суда, Шваммбергер совершал убийства из расовой ненависти и в отношении евреев поступал особенно жестоко. При пытках людей он практиковал три метода наказания: избиение и порка, в основном когда жертвы должны были раздеться, натравливание на них своего пса и принуждение к проглатыванию их собственного кала или почвы. В декабре 2004 года Шваммбергер умер в тюремном госпитале.